# Museo di zoologia adriatica Giuseppe Olivi
Il Museo di zoologia adriatica "Giuseppe Olivi" è un museo universitario aperto al pubblico, ospitato nelle sale del secondo e terzo piano di Palazzo Grassi, residenza settecentesca della famiglia Grassi a Chioggia, in provincia di Venezia.
Il museo espone la storica collezione zoologica di Trieste e Rovigno, acquisita dall'Università degli Studi di Padova nel 1968 ad opera del professor Umberto D'Ancona. Gli animali marini sono conservati in liquido e furono raccolti esclusivamente nel l'Adriatico tra la seconda metà dell'Ottocento e il 1943.
Il museo presenta organismi ed ambienti marini, raccontandone la biologia, l'ecologia e le tradizioni di pesca. 
Ospita un esemplare di squalo elefante o cetorino, una femmina di 8 metri pescata per errore nel 2003 al largo delle coste chioggiotte. Deve il nome al naturalista chioggiotto Giuseppe Olivi, vissuto nel Settecento, autore della prima Zoologia adriatica.

## Storia

### Storia dell'edificio
Palazzo Grassi è un palazzo di Chioggia. Affacciato su Canal Vena, venne realizzato agli inizi del Settecento su commissione di una potente famiglia di mercanti, i Grassi. Nel 1718, la famiglia ottenne il privilegio di entrare nel patriziato della Serenissima grazie ad un finanziamento di 60.000 ducati d'argento nell'ambito della guerra di Morea contro i Turchi. A Venezia i Grassi si fecero costruire l'omonimo palazzo, affacciato su Canal Grande.
La dimora chioggiotta venne acquistata dapprima dal padovano Zadra di Pontelongo e, nel 1851, dal vescovo Jacopo Dè Foretti, che la donò alla città per adibirlo ad ospedale. 
Con la sua nuova funzione si resero necessari degli ampliamenti: nella prima metà del Novecento vennero costruite l'ala sud ed l'ala est. Il palazzo rimase l'ospedale cittadino fino agli anni settanta.
Negli anni novanta ebbe inizio un radicale restauro dell'edificio e dal 2001, grazie ad una convenzione con il comune di Chioggia, ospita una sede distaccata dell'Università degli Studi di Padova.

### Storia della collezione
Gli oltre 300 pezzi esposti nel Museo provengono dalla collezione conservata per oltre 40 anni presso la Stazione idrobiologica "Umberto D'Ancona" di Chioggia. Il nucleo originario della collezione era stato raccolto nella seconda metà dell'Ottocento a Trieste, attraverso il lavoro della Stazione zoologica di Sant'Andrea.
Dopo la prima guerra mondiale la collezione fu trasferita nella Stazione italo-germanica di Rovigno. Nel 1943 ancora un cambio di sede: la raccolta, minacciata dalla guerra in corso, fu trasferita a Venezia.
Negli anni '50 Umberto D’Ancona, professore presso l'Università di Padova, si adoperò affinché la collezione fosse trasferita a Chioggia, cosa che avvenne nel 1968. Con l'arrivo negli spazi della Stazione idrobiologica è iniziato il progressivo riordino del materiale della collezione: il cambio dei liquidi di conservazione, il conteggio definitivo e la catalogazione di quanto giunto fino ai nostri giorni. Oggi la collezione è interamente conservata a Palazzo Grassi.

## La collezione
La collezione inizialmente comprendeva circa 1600 preparati conservati in formalina, dei quali ne sono conservati 1258: di questi oltre 300 sono esposti a Palazzo Grassi, mentre gli altri sono custoditi negli archivi del museo, a disposizione dei ricercatori di area scientifica e storica.
Nel 2010 è stata effettuata la sostituzione del liquido conservativo dei pezzi esposti: da formalina ad una soluzione di alcool etilico e acqua.
La collezione ospita pesci ossei e cartilaginei, molluschi, spugne, echinodermi, più di 100 specie di crostacei, 174 diverse specie di anellidi, e numerosi altri preparati. 
Rivestono particolare interesse scientifico: 
- un Pirosoma (Pyrosoma atlanticum);
- una colonia di tunicati planctonici, perfettamente conservata;
- alcuni embrioni di squalo e di razza, con annesso sacco del tuorlo;
- due esemplari di storione (Acipenser sturio), specie dichiarata estinta in Italia da oltre 30 anni;
- un esemplare femmina di argonauta (Argonauta argo) con la delicata ooteca calcarea;
- due esemplari di dattero di mare (Lithophaga lithophaga), mollusco bivalve che cresce all'interno delle rocce calcaree;
- un riccio di mare, sezionato per rendere visibile l'anatomia interna, compreso il particolare apparato boccale raschiatore, detto “lanterna di Aristotele”.

Oltre alla collezione il museo ospita anche un esemplare femmina di squalo elefante (Cethorinus maximus), che al momento della cattura superava gli otto metri di lunghezza. L'animale, pescato accidentalmente nel 2003, è stato tassidermizzato per preservare la pelle originale.

## Il museo
- Sala dello squalo: Il cetorino accoglie il visitatore all'ingresso del museo, al secondo piano di palazzo Grassi. La sala introduce al mondo del mare e dei suoi abitanti, illustrando i diversi ambienti marini, le loro peculiari caratteristiche e i fattori che ne minacciano la biodiversità e gli equilibri.
- Sala della Collezione: Nel salone del terzo piano sono esposti oltre 300 preparati originali provenienti dalla collezione storica di Trieste e Rovigno, esposti in sei vetrine circolari e illustranti la varietà di specie e organismi che popolano il mare Adriatico. Alle pareti sono presenti pannelli espositivi riguardanti la storia della collezione, i maggiori naturalisti chioggiotti, la vita negli ambienti marini e l'operato della stazione idrobiologica di Chioggia, intitolata a Umberto D’Ancona. L'apparato didattico è arricchito da monitor che trasmettono immagini esplicative sulle caratteristiche morfologiche e sulle abitudini di vita degli esemplari esposti in sala.
- Sala Sensi: Installazioni multimediali e pannelli interattivi illustrano i sensi di cui gli organismi marini dispongono, tra cui l'elettrorecezione, ovvero la capacità di percepire i campi elettrici, tipica degli squali, e la linea laterale, che rende possibile la complessa sincronia dei banchi di pesci; a questi si aggiungono i sensi più "classici", comuni anche agli esseri umani, più o meno sviluppati.
- Sala della rete trofica: ha come argomento le relazioni alimentari che si creano nel mare tra organismi animali e vegetali, cercando in questo modo di far comprendere i complessi meccanismi che regolano l'ecosistema marino. Alcune postazioni interattive permettono approfondimenti circa le dentature e i diversi modi utilizzati per procacciarsi il nutrimento.
- Sala video: illustra diversi aspetti inerenti all'ambiente marino locale: la tradizione della pesca e la sua importanza nella storia e nel presente della città; i recenti interventi ingegneristici apportati dal progetto MOSE e alcune ipotesi sui possibili cambiamenti ambientali che ne conseguiranno; l'ambiente delle Tegnùe (formazioni rocciose sommerse); il passato e il folclore di Chioggia, attraverso la memoria dei suoi protagonisti.